# Stadelhofen

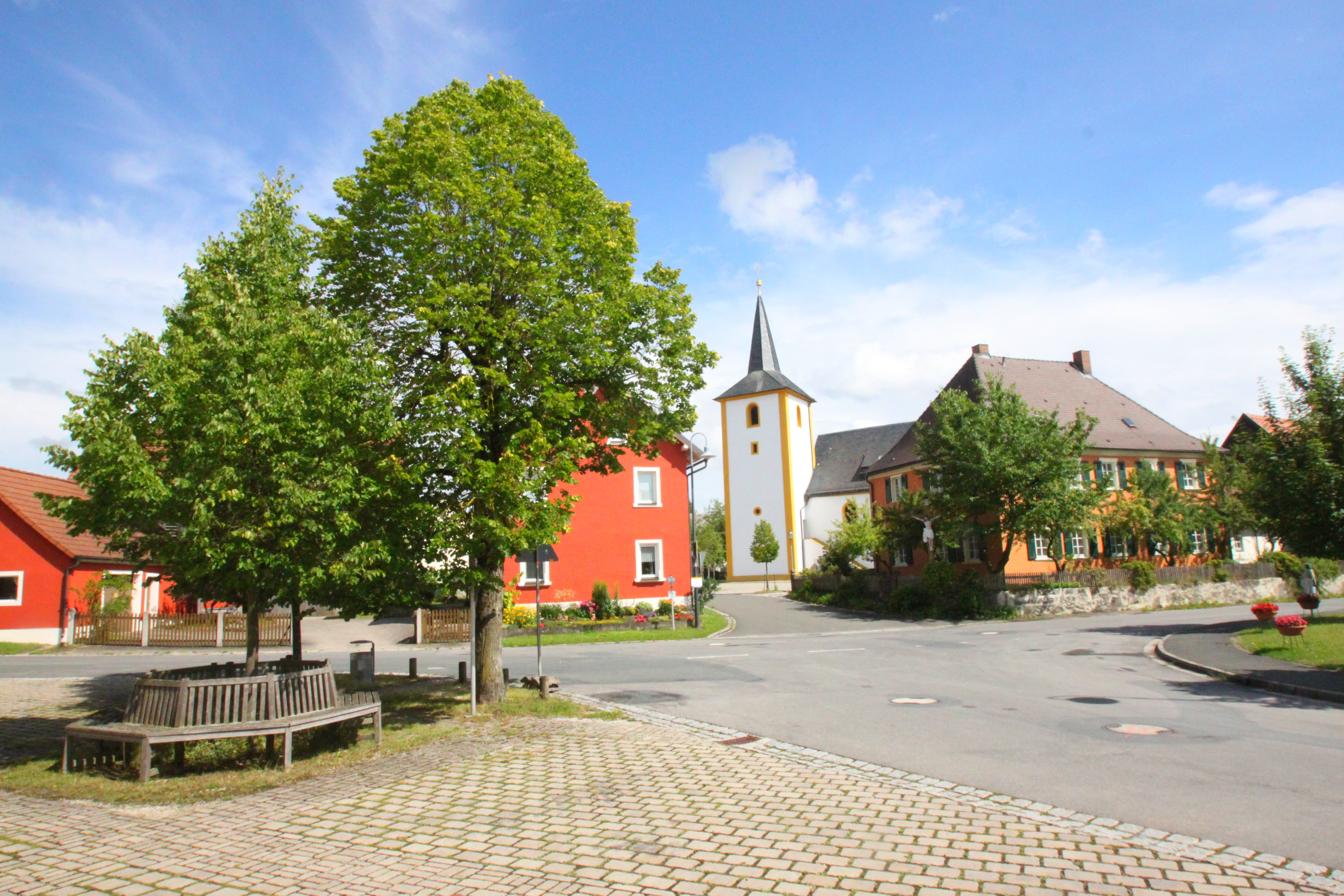
Ortsmitte von Stadelhofen

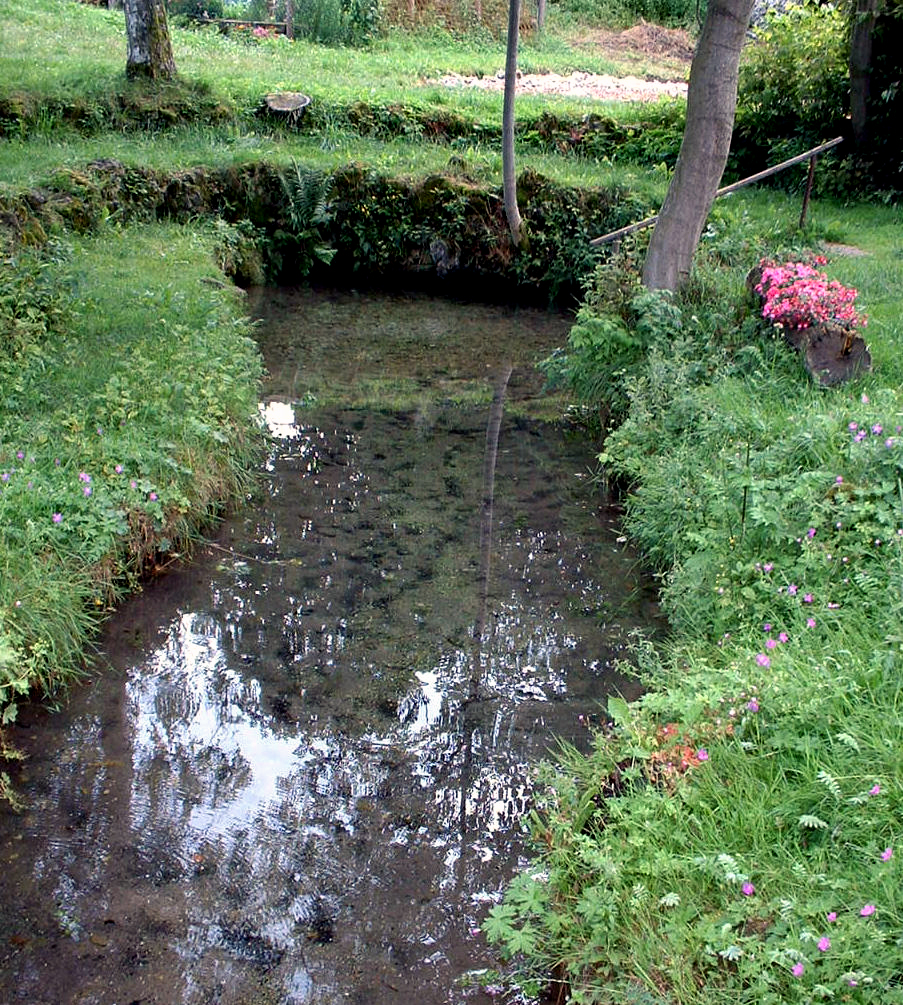
Quelle der Wiesent in Steinfeld

Stadelhofen ist eine Gemeinde im oberfränkischen Landkreis Bamberg, Mitglied der Verwaltungsgemeinschaft Steinfeld und zählt zur Metropolregion Nürnberg.

## Geografie

### Geografische Lage
Die Gemeinde liegt am Rande der Fränkischen Schweiz an der Autobahn von Bamberg nach Bayreuth.

### Nachbargemeinden
Nachbargemeinden sind (von Norden beginnend im Uhrzeigersinn): Weismain (Landkreis Lichtenfels), Hollfeld (Landkreis Bayreuth), Königsfeld, Scheßlitz und Wattendorf.

### Gemeindegliederung
Es gibt zehn Gemeindeteile (in Klammern sind der Siedlungstyp und die Einwohnerzahl mit Stand 2. Januar 2021 angegeben):
- Eichenhüll (Dorf, 103)
- Hohenhäusling (Dorf, 82)
- Hopfenmühle (Einöde, 2)
- Pfaffendorf (Dorf, 102)
- Roßdorf am Berg (Dorf, 69)
- Schederndorf (Dorf, 146)
- Stadelhofen (Pfarrdorf, 205)
- Steinfeld (Pfarrdorf, 380)
- Wölkendorf (Dorf, 115)
- Wotzendorf (Dorf, 66)

Stadelhofen ist zwar der Namensgeber der Gemeinde, deren Gemeindesitz befindet sich aber in Steinfeld. Dieser Ort ist mit 380 Einwohnern beinahe doppelt so groß wie Stadelhofen, das lediglich 205 Einwohner hat (Stand Anfang 2021).
Es gibt die Gemarkungen Schederndorf, Stadelhofen, Steinfeld, Wölkendorf und Hohenhäusling.

## Geschichte

### Bis zur Gemeindegründung
Der Ort wurde erstmals 1248 in einer Urkunde erwähnt. Der Ortsname Stadelhofen bedeutet vermutlich zu den Höfen, die mit einem Stadel versehen sind. Eventuell handelt es sich aber auch um einen abgewandelten Personennamen.
Stadelhofen liegt an der Stelle, an der eine alte Heerstraße von Bamberg nach Kulmbach den Weg von Weismain nach Hollfeld kreuzte. Auch wenn Stadelhofen erst spät urkundlich erwähnt wurde, war die Gegend schon um das Jahr 630 besiedelt. In einer Karte aus dem Jahr 1595 trägt das Gebiet um Stadelhofen die Bezeichnung „Uf dem Gebürg“. In Stadelhofen wird im 14. Jahrhundert ein Eisenhammer genannt.
1386 verkauften die Truhendinger den Ort für 2000 Heller an den Bischof von Bamberg. Als Teil des Hochstifts Bamberg gehörte der Ort ab 1500 zum Fränkischen Reichskreis. Seit dem Reichsdeputationshauptschluss von 1803 gehört der Ort wie weite Teile Frankens zu Bayern (Siehe auch Geschichte Frankens). Im Zuge der Verwaltungsreformen in Bayern entstand mit dem Gemeindeedikt von 1818 die Gemeinde. Infolge der bayerischen Gebietsreform bildet die Gemeinde Stadelhofen mit den Gemeinden Königsfeld und Wattendorf seit Mai 1978 die Verwaltungsgemeinschaft Steinfeld, deren Sitz sich im Stadelhofener Ortsteil Steinfeld befindet.
In der Gegend gab es zwischen Weismain und Steinfeld eine verschollene Pfarrei Leuchnitz.
Die katholische Pfarrkirche von Stadelhofen, die dem Heiligen Petrus und der Heiligen Katharina geweiht ist, stammt aus dem 18. Jahrhundert. Der Turm mit seinem Spitzhelm ist ein Wahrzeichen der Gegend. Der Hochaltar wurde im Jahre 1721 von Litzendorf gekauft.

### Eingemeindungen
Im Zuge der Gebietsreform in Bayern wurde die Gemeinde Wölkendorf am 1. Juli 1973 eingegliedert. Am 1. Mai 1978 kamen Schederndorf und Steinfeld sowie Teile der aufgelösten Gemeinde Hohenhäusling hinzu.

### Einwohnerentwicklung
Im Zeitraum von 1988 bis 2018 sank die Einwohnerzahl von 1269 auf 1247 um 22 Einwohner bzw. um 1,7 %; sie stagnierte bei rund 1250 Einwohnern.
| Jahr      | 1961 | 1970 | 1987 | 1991 | 1995 | 2000 | 2005 | 2010 | 2015 | 2020 | 2023 |
| --------- | ---- | ---- | ---- | ---- | ---- | ---- | ---- | ---- | ---- | ---- | ---- |
| Einwohner | 1412 | 1404 | 1291 | 1248 | 1244 | 1274 | 1261 | 1240 | 1227 | 1266 | 1263 |

## Religion

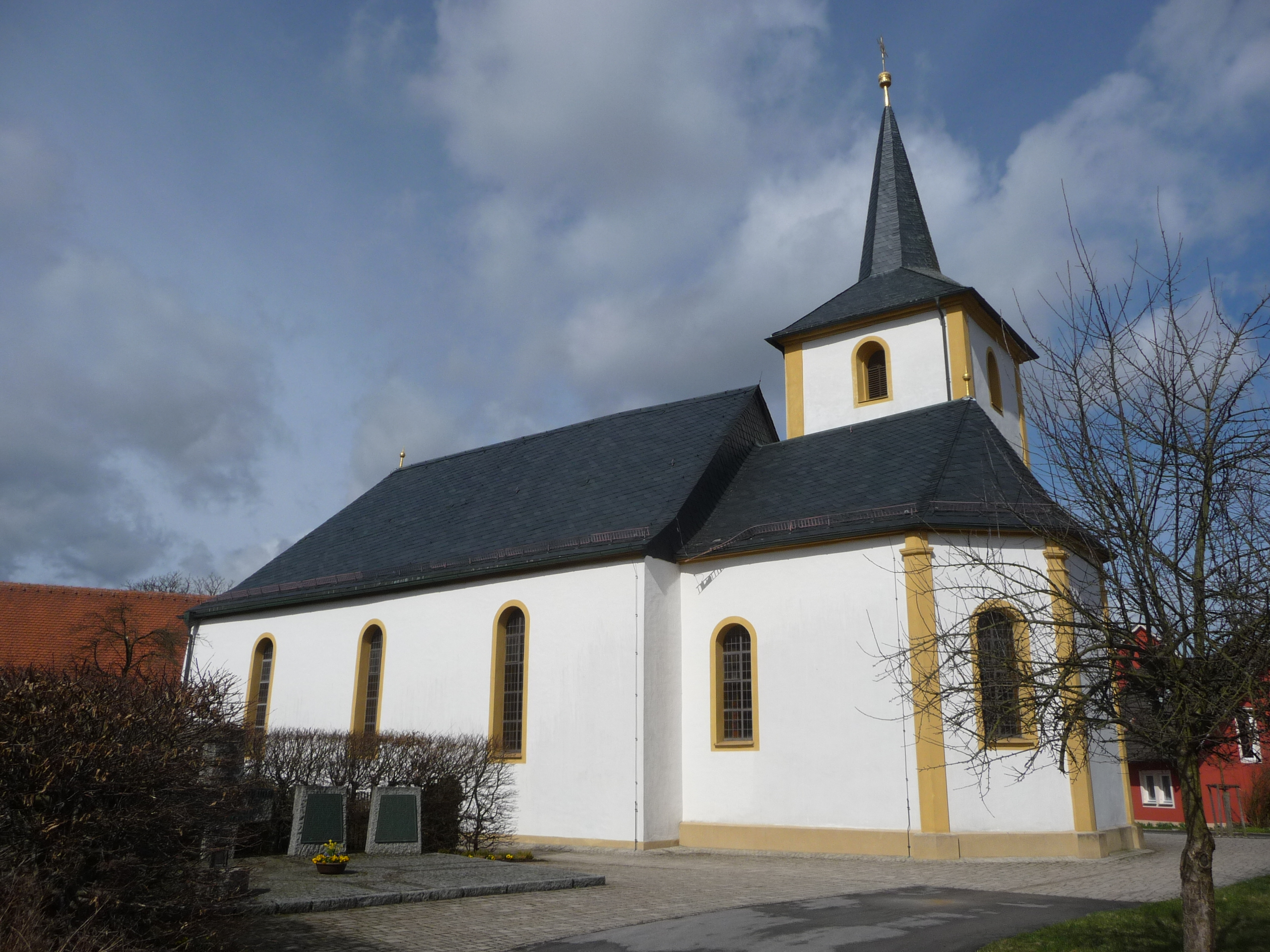
Kirche von Stadelhofen

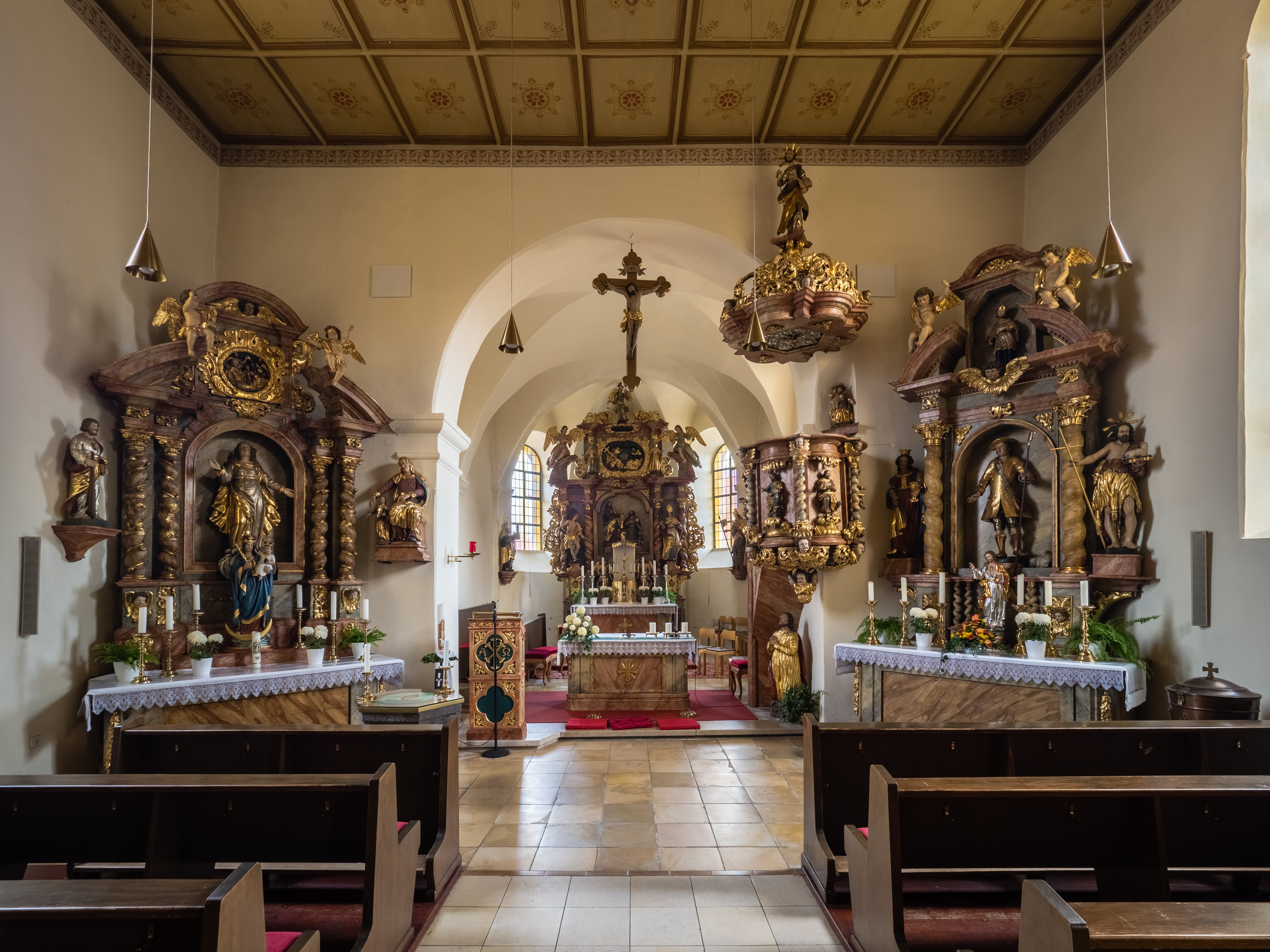
Innenraum der Kirche

Laut Zensus vom 9. Mai 2011 waren  92,7 % der Einwohner römisch-katholisch und 3,1 % evangelisch-lutherisch. 4,2 % hatten eine andere Religion oder waren konfessionslos.

## Politik

### Bürgermeister
Erster Bürgermeister ist seit 1. Mai 2020 Volker Will (Überparteiliche Wählergemeinschaft), der sich in einer Stichwahl mit 58,01 % der Stimmen durchsetzte. Er ist der Nachfolger von Ludwig Göhl (Überparteiliche Wählergemeinschaft). Dieser war im Jahr 2002 Nachfolger von Heinrich Linz (CSU) und wurde 2008 mit 63,53 % der Stimmen wiedergewählt. 2014 erhielt Göhl bei einem Gegenkandidaten der Freien Wähler 56,91 % der Stimmen.

### Gemeinderat
Die Gemeinderatswahlen seit 2002 ergaben folgende Sitzverteilungen:
| Partei/Liste                             | 2020   | 2014  | 2008   | 2008   | 2002   | 2002   |
| Partei/Liste                             | Sitze  | Sitze | %      | Sitze  | %      | Sitze  |
| ---------------------------------------- | ------ | ----- | ------ | ------ | ------ | ------ |
| Überparteiliche Wählergemeinschaft (ÜWG) | 5      | 5     | 47,7   | 6      | 49,7   | 6      |
| CSU                                      | 5      | 3     | 22,4   | 2      | 26,6   | 3      |
| Jura Wählergruppe Stadelhofen (JWS)      | 2      | –     | –      | –      | –      | –      |
| Freie Wähler                             | –      | 4     | 29,9   | 4      | 23,7   | 3      |
| Wahlbeteiligung                          | 87,8 % |       | 84,1 % | 84,1 % | 90,1 % | 90,1 % |

### Wappen

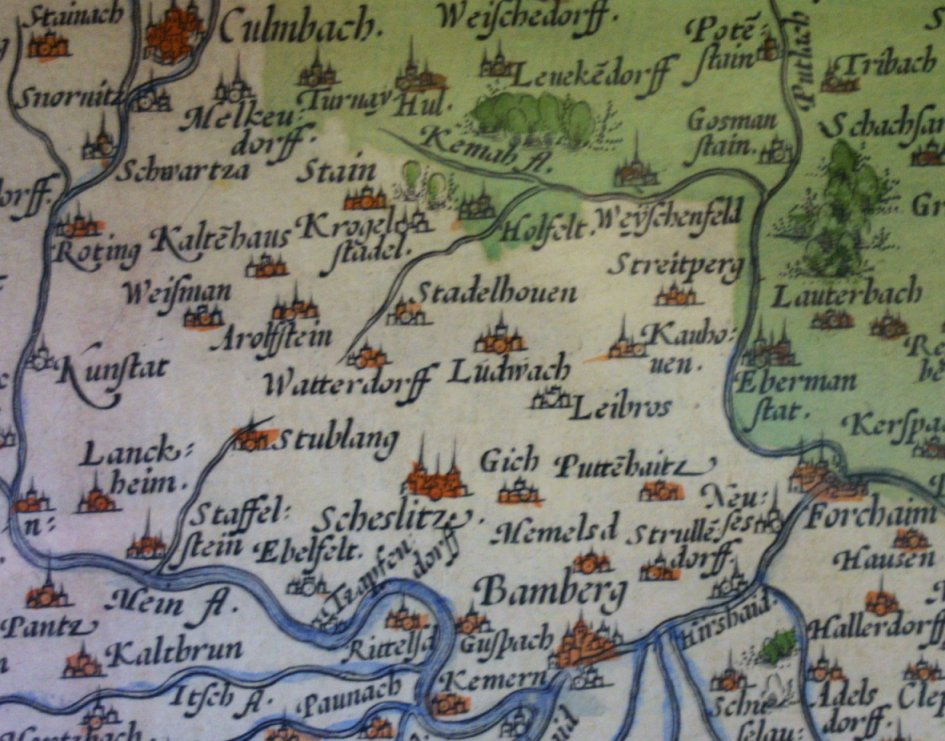
Alte Karte Sebastian Rotenhans mit Stadelhofen (Stadelhoven)

| | Blasonierung: „Gespalten von Rot und Silber, vorne zwischen goldenem Schildhaupt und goldenem Schildfuß ein silberner Roch, hinten zwischen blauem Schildhaupt und ebensolchem Schildfuß eine rote heraldische Rose mit goldenem Butzen und grünen Kelchblättern.“ |
| Wappenbegründung: Der Roch erinnert an die Familie Neustätter. Der rote Balken im goldenen Feld verweist auf die Grafen von Truhendingen. Die Rose ist das Wappen der Herren von Aufseß. Die Farben Rot und Silber verweisen auf die Familien Giech und Förtsch, Ministerialen der Herzöge von Andechs-Meranien. | |

## Wirtschaft und Infrastruktur

### Wirtschaft einschließlich Land- und Forstwirtschaft
Es gab im Jahr 2021 nach der amtlichen Statistik in der Land- und Forstwirtschaft elf und in sonstigen Wirtschaftsbereichen 167 sozialversicherungspflichtig Beschäftigte am Arbeitsort. Sozialversicherungspflichtig Beschäftigte am Wohnort gab es insgesamt 627. Im verarbeitenden Gewerbe gab es einen Betrieb, im Bauhauptgewerbe zwei Betriebe. Zudem bestanden im Jahr 2020 67 landwirtschaftliche Betriebe mit einer landwirtschaftlich genutzten Fläche von 2658 Hektar, davon waren 2361 Hektar Ackerfläche und 297 Hektar Dauergrünfläche.

### Brauereien
Auf dem Gemeindegebiet befinden sich die Brauereien Will in Schederndorf und Hübner in Steinfeld. Bis 1985 gab es die Brauerei Schrenker in Stadelhofen.

### Freiwillige Feuerwehren
Es gibt die Freiwilligen Feuerwehren Eichenhüll/Wotzendorf, Hohenhäusling, Roßdorf am Berg, Schederndorf, Steinfeld, Stadelhofen und Wölkendorf/Pfaffendorf. Die Feuerwehr Stadelhofen verfügt über ein LF 8/6 mit einem Rettungssatz zur Technischen Hilfeleistung.

### Bildung
Im Ort Stadelhofen gibt es einen Kindergarten mit 107 Plätzen, sowie eine Grundschule mit 4 Lehrern, 44 Schülern und 2 Klassen. (Stand 2022)

## Söhne und Töchter der Gemeinde
- Hans Albrecht (1923–2006), Politiker (FDP), Landtagsabgeordneter in Baden-Württemberg, Landtags-Vizepräsident, Ehrenbürger der Stadt Wiernsheim

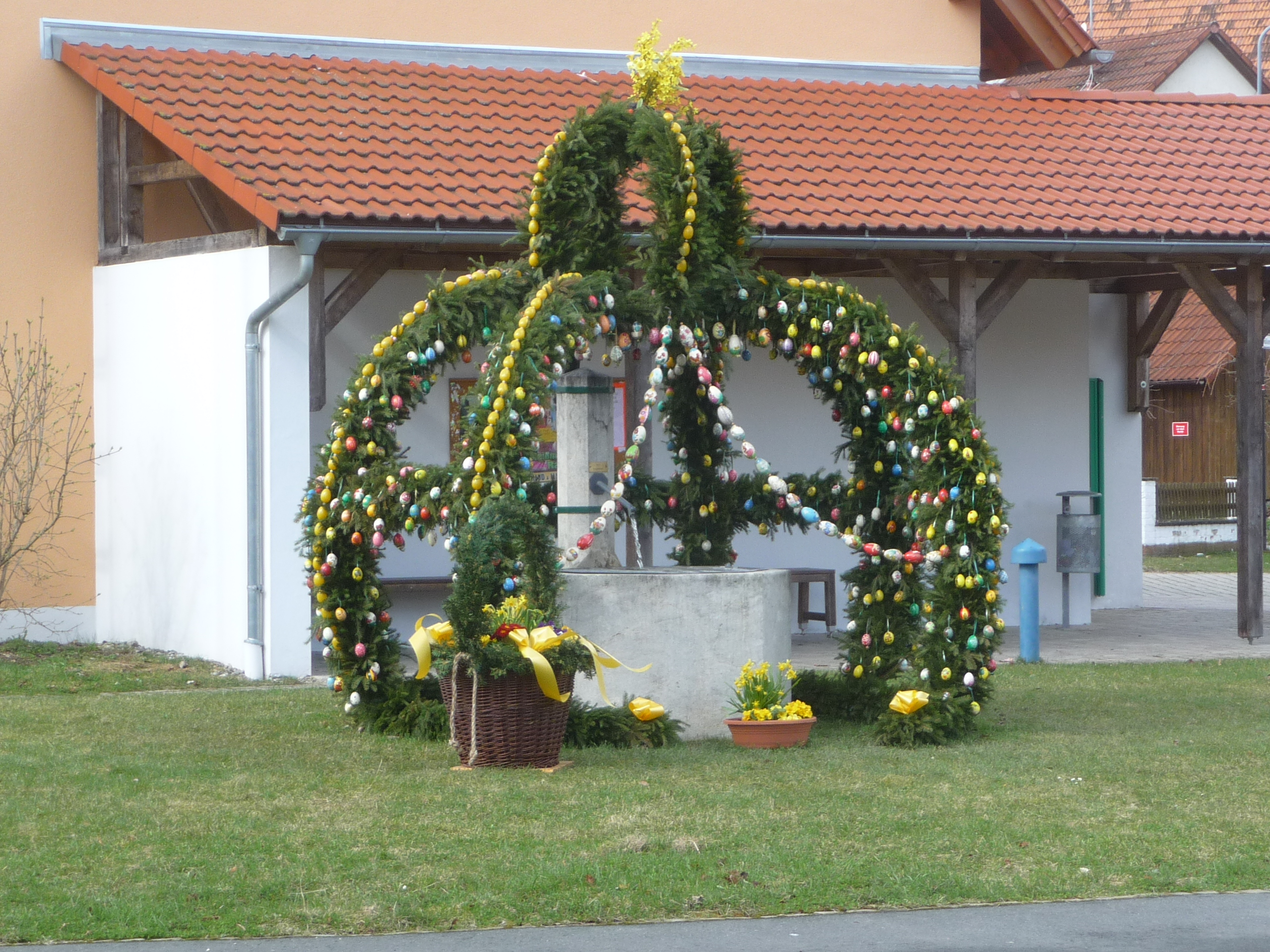
Osterbrunnen
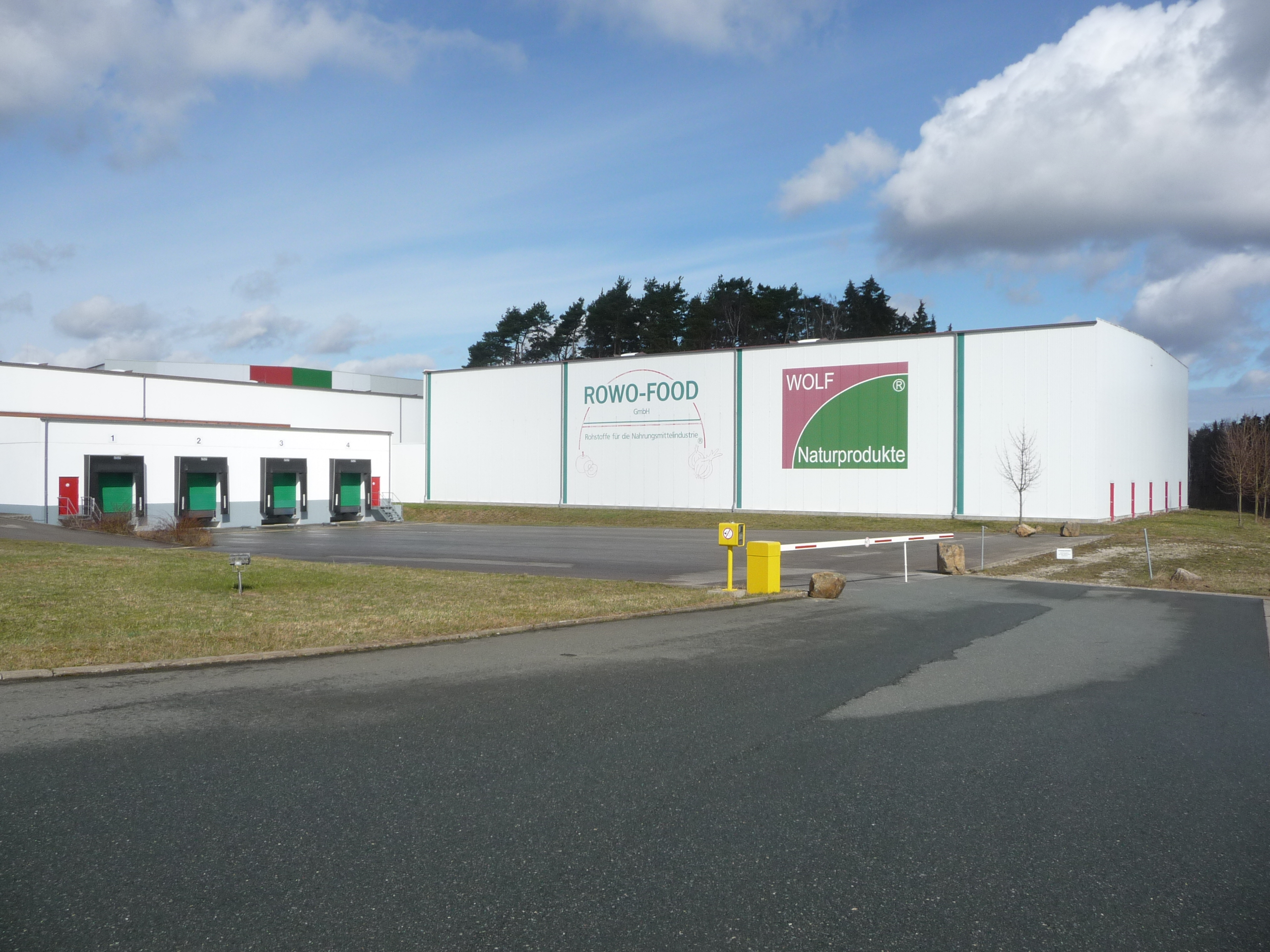
Industriezentrum
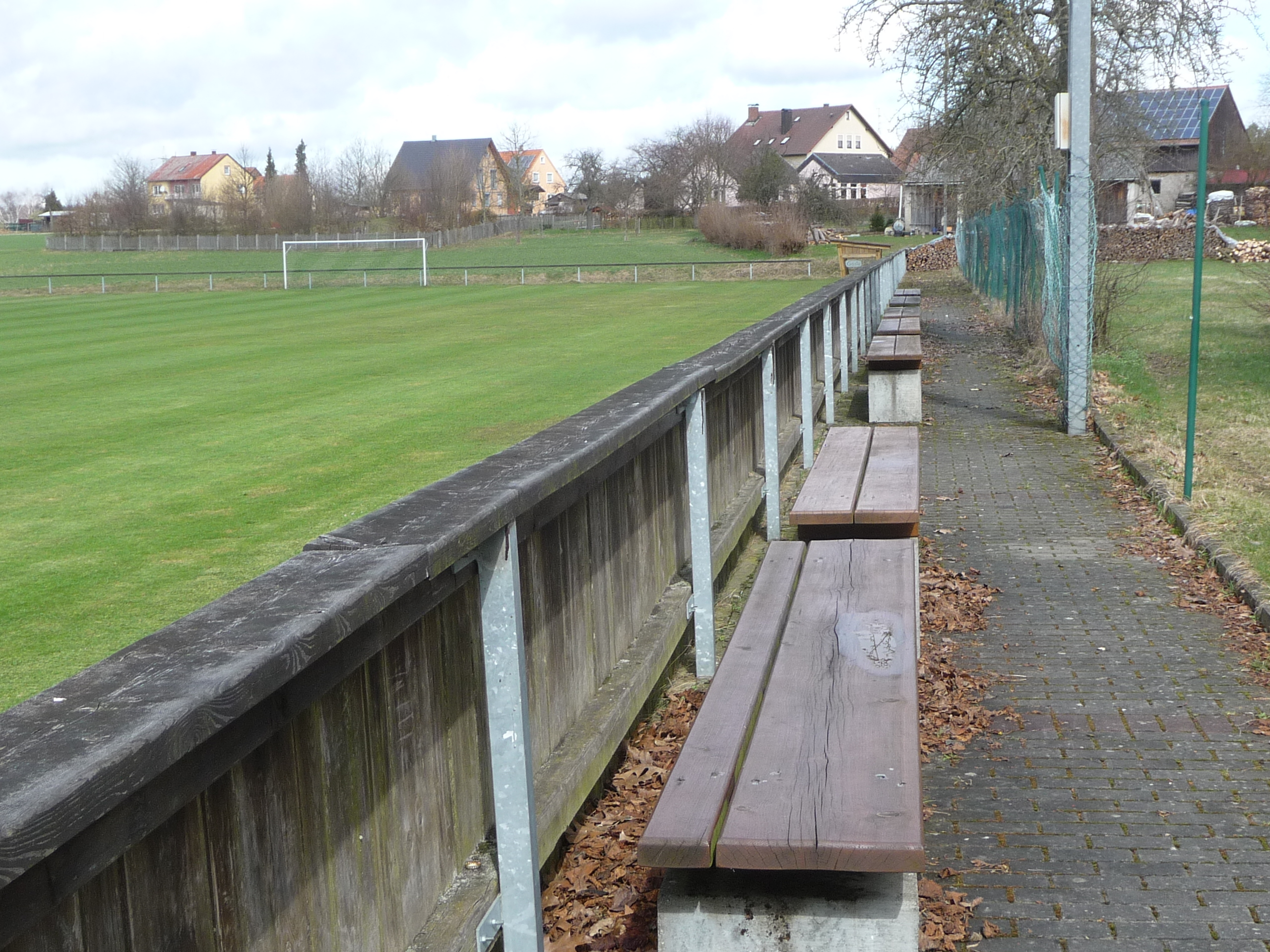
Sportplatz